# Creu de terme de Sant Gregori
La creu de terme de Sant Gregori és una creu de Sant Gregori (Gironès) declarat bé cultural d'interès nacional.

## Descripció

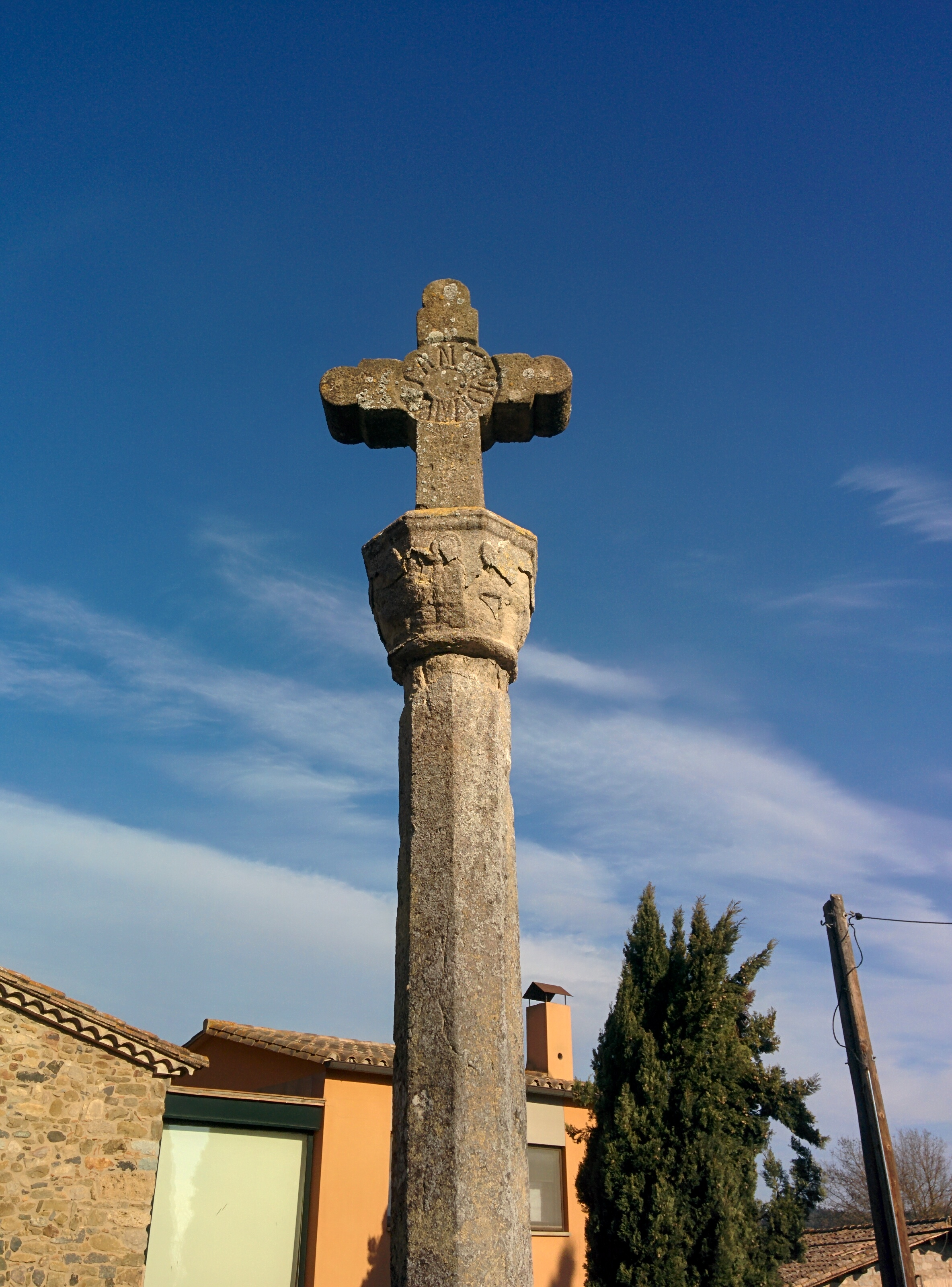

És una creu de terme realitzada en pedra, d'una sola peça. La creu descansa sobre un capitell esculturat que es troba sobre un fust octogonal d'una sola peça, tots ells també de pedra. El basament de l'element és format per tres pedres circulars de diferent diàmetre i col·locades una sobre l'altra, constituint una base esglaonada.

## Història
Inicialment era situada en un camp contigu al torrent Vidal, que pertanyia al Mas Vilà, prop de l'antiga carretera de Girona a Olot. Havia estat destrossada diverses vegades, però se salvaren els esglaons de la base, el fust vuitavat i el capitell esculturat. L'any 1943, amb motiu d'una Santa Missió es traslladà al lloc que ocupa actualment i que antigament havia ocupat el Cementiri parroquial. El trasllat el realitzà el mestre d'obres Sr. Roca de Cal Xai de Sant Gregori. La consueta moderna de l'arxiu parroquial diu que quan es tragué del lloc originari, als fonaments s'hi va trobar un tros de creu més antiga. A l'actual creu hi ha la següent inscripció: "Santa Missió-Fabre 1957".